# Siobhan-Marie O’Connor
Siobhan-Marie O’Connor (* 29. November 1995 in Bath, Somerset) ist eine britische Schwimmerin.

## Werdegang
Siobhan-Marie O’Connor ging 2010 zum ersten Mal bei Junioren-Europameisterschaften an den Start und erreichte dort zwei Finalläufe. 2011 gewann sie drei Gold- und eine Silbermedaille bei ihrer zweiten Junioren-EM und qualifizierte sich für die Weltmeisterschaft in Shanghai, wo sie über 200 m Lagen das Halbfinale erreichte und Rang 13 belegte.
2012 qualifizierte sie sich als jüngste britische Schwimmerin für die Olympischen Spiele in London, wo sie über 100 m Brust 21. wurde und mit der britischen 4 × 100-m-Lagenstaffel Achte. Ihre erste internationale Medaille bei den Senioren folgte bei den Kurzbahneuropameisterschaften 2012 in Chartres mit Bronze über 100 m Lagen und 2013 erreichte sie bei den Weltmeisterschaften in Barcelona das Finale über 200 m Lagen. Ende 2013 gewann sie bei den Kurzbahneuropameisterschaften Silber über 200 und Bronze über 100 m Lagen. Zudem erhielt sie 2014 nachträglich Bronze als Mitglied der Staffel über 4 × 50 m Lagen, nachdem das Ergebnis der ursprünglich siegreichen russischen Staffel wegen Dopings von Julija Jefimowa annulliert worden war.
Bei den Commonwealth Games 2014 in Glasgow gewann O’Connor drei Einzel- und drei Staffelmedaillen, darunter Gold über 200 m Lagen. Bei den Kurzbahnweltmeisterschaften in Doha gewann sie drei Silbermedaillen: über 100 und 200 m Lagen sowie in neuer Europarekordzeit mit der Mixed-Staffel über 4 × 50 m Lagen. Bei den Weltmeisterschaften 2015 gewann sie Bronze über 200 m Lagen und wurde in Weltrekordzeit Weltmeisterin mit der gemischten 4 × 100-m-Lagenstaffel. Mit den Frauenstaffeln über 4 × 200 m Freistil sowie 4 × 100 m Lagen wurde sie Fünfte bzw. Sechste. Bei den Kurzbahneuropameisterschaften 2015 in Netanja gewann sie zwei Silbermedaillen über 100 und 200 m Lagen und erreichte zudem die Finalläufe über 50 und 100 m Schmetterling, wo sie die Plätze 6 und 7 belegte. 2016 wurde O’Connor bei den Europameisterschaften in London zweifache Europameisterin mit den 4 × 100-m-Lagenstaffeln der Frauen und im Mixed. Außerdem gewann sie hinter Katinka Hosszú Silber über 200 m Lagen.
Siobhan-Marie O’Connor gewann bei britischen Meisterschaften zwischen 2013 und 2016 sieben Mal Gold, vier Mal Silber sowie eine Bronzemedaille. Sie ist mit Chris Walker-Hebborn liiert und trainiert in Bath bei Dave McNulty und Graeme Antwhistle. 2012 wurde bei ihr die chronische Darmerkrankung Colitis ulcerosa diagnostiziert.

## Bestzeiten und Rekorde
| Persönliche Bestzeiten                                                                      | Persönliche Bestzeiten                                                                      | Persönliche Bestzeiten                                                                      | Persönliche Bestzeiten                                                                      | Persönliche Bestzeiten | Persönliche Bestzeiten | Persönliche Bestzeiten |
| Disziplin                                                                                   | Langbahn                                                                                    | Langbahn                                                                                    | Langbahn                                                                                    | Kurzbahn               | Kurzbahn               | Kurzbahn               |
| ------------------------------------------------------------------------------------------- | ------------------------------------------------------------------------------------------- | ------------------------------------------------------------------------------------------- | ------------------------------------------------------------------------------------------- | ---------------------- | ---------------------- | ---------------------- |
| 100 m Freistil                                                                              | 53,81 s                                                                                     | 14. April 2015                                                                              | London                                                                                      | 52,98 s                | 24. Oktober 2015       | Manchester             |
| 200 m Freistil                                                                              | 1:55,82 min                                                                                 | 24. Juli 2014                                                                               | Glasgow                                                                                     | 1:53,82 min            | 12. Dezember 2015      | Indianapolis           |
| 100 m Brust                                                                                 | BR 1:06,34 min                                                                              | 1. Juli 2016                                                                                | Glasgow                                                                                     | 1:06,08 min            | 12. Dezember 2014      | Edinburgh              |
| 50 m Schmetterling                                                                          | 26,45 s                                                                                     | 1. März 2014                                                                                | Berlin                                                                                      | 25,49 s                | 3. Dezember 2015       | Netanja                |
| 100 m Schmetterling                                                                         | 57,45 s                                                                                     | 25. Juli 2014                                                                               | Glasgow                                                                                     | 55,93 s                | 11. Dezember 2015      | Indianapolis           |
| 100 m Lagen                                                                                 | –                                                                                           | –                                                                                           | –                                                                                           | BR 57,59 s             | 3. Dezember 2015       | Netanja                |
| 200 m Lagen                                                                                 | BR 2:08,21 min                                                                              | 27. Juli 2014                                                                               | Glasgow                                                                                     | BR 2:05,13 min         | 5. Dezember 2015       | Netanja                |
| Weltrekord                                                                                  |                                                                                             |                                                                                             |                                                                                             |                        |                        |                        |
| 4 × 100 m Lagen Mixed Langbahn (mit Chris Walker-Hebborn, Adam Peaty und Francesca Halsall) | 4 × 100 m Lagen Mixed Langbahn (mit Chris Walker-Hebborn, Adam Peaty und Francesca Halsall) | 4 × 100 m Lagen Mixed Langbahn (mit Chris Walker-Hebborn, Adam Peaty und Francesca Halsall) | 4 × 100 m Lagen Mixed Langbahn (mit Chris Walker-Hebborn, Adam Peaty und Francesca Halsall) | 3:41,71 min            | 5. August 2015         | Kasan                  |
| Europarekord                                                                                |                                                                                             |                                                                                             |                                                                                             |                        |                        |                        |
| 4 × 50 m Lagen Mixed Kurzbahn (mit Chris Walker-Hebborn, Adam Peaty und Francesca Halsall)  | 4 × 50 m Lagen Mixed Kurzbahn (mit Chris Walker-Hebborn, Adam Peaty und Francesca Halsall)  | 4 × 50 m Lagen Mixed Kurzbahn (mit Chris Walker-Hebborn, Adam Peaty und Francesca Halsall)  | 4 × 50 m Lagen Mixed Kurzbahn (mit Chris Walker-Hebborn, Adam Peaty und Francesca Halsall)  | 1:37,46 min            | 4. Dezember 2014       | Doha                   |
| BR = Britischer Rekord; Stand: 30. Juli 2016                                                |                                                                                             |                                                                                             |                                                                                             |                        |                        |                        |